# Myolepta camillae
Myolepta camillae är en tvåvingeart som beskrevs av Robert E. Weems 1956. Myolepta camillae ingår i släktet parkblomflugor, och familjen blomflugor.
Artens utbredningsområde är Florida. Inga underarter finns listade i Catalogue of Life.